# Kalliope
Kalliope er en af den græske mytologis ni muser, nemlig den for heltedigtning og epos, der har fået navnet efter den ekstatiske harmonik i hendes stemme. Både Hesiod og Ovid kalder hende "Lederne blandt muser".